# Мальсагов, Дошлуко Дохович
Дошлуко́ До́хович Мальса́гов (ингуш. Малсаганаькъан Дахий Дошлакъа; 23 декабря 1891 или 1898, Гамурзиево, Сунженский отдел — 9 июля 1966, Грозный, Чечено-Ингушская АССР) — ингушский советский языковед, этнограф, фольклорист, писатель, переводчик и литературный критик. Кандидат филологических наук (1941), директор Чечено-Ингушского НИИ истории, языка и литературы (1957—1958), профессор Чечено-Ингушского госпединститута (с 1964).
Окончив в 1930 году Северо-Кавказский пединститут, Мальсагов остался в нём преподавать. В дальнейшем, он занимался научно-педагогической деятельностью и в других институтах. В 1937 году его репрессировали и заключили под стражу, а через три года оправдали и выпустили на свободу. В 1944 году Мальсагова депортировали в Киргизскую ССР. В конце 1950-х годов он добивался возвращения ингушей на родину. После возвращения из депортации учёный вернулся к научно-педагогической работе.
В 1920—1930-х годах Мальсагов участвовал в проведении советской языковой политики по образованию «единого чечено-ингушского языка». Он собирал и исследовал ингушский фольклор, известны его записи нартских преданий и работы по ним. В целом учёный занимался вопросами формирования и взаимодействия чеченского и ингушского литературных языков, грамматик, диалектологий, фольклоров и этнографий. Как русист Мальсагов известен своими исследованиями о так называемых «тёмных местах» в «Слове о полку Игореве».
Как писатель, является автором пьесы «Перелом» (1931, в соавторстве с О. А. Мальсаговым) и поэмы «Поток Армхи» (1933/1934), состоял в Союзе писателей СССР (1937). Занимался переводами на ингушский язык произведений А. С. Пушкина, И. А. Крылова, М. Ю. Лермонтова, Н. В. Гоголя и М. Горького, а также устного народного творчества ингушей. Мальсагов писал критико-литературоведческие статьи о творчестве ингушских писателей, известны и его статьи, где он подвергал резкой критике авторов, писавших, по его мнению, неправильно об ингушах.

## Биография

### Ранние годы
Родился 23 декабря 1891 или 1898 года в селении Гамурзиево Сунженского отдела в семье прапорщика российской армии, ветерана Русско-турецкой войны 1877—1878 года Доха Мальсагова, воевавшего в составе Ингушского полка под командованием подполковника Б. Ф. Базоркина. Доха умер в 1900 году от многочисленных ран, полученных на войне. Матерью Дошлуко была Каби(-хан) — дочь Курка Евлоева из селения Инарки. Семья Мальсаговых была многодетной. У Дошлуко было три родных сестры, три сводных сестры и четыре сводных брата.
В 1910 году Мальсагов поступил на учёбу в Симбирский кадетский корпус по призыву Канцелярии Александровского комитета. В январе 1916 года он был отчислен из корпуса по причине того, что, по словам языковеда М. И. Мальсаговой, наряду с четырьмя сокурсниками 1-й строевой роты «отказался назвать имя кадета, совершившего проступок».
Мальсагов принимал участие в гражданской войне на Северном Кавказе, воевал на стороне Красной партизанской армии. В феврале 1919 года в боях против отрядов генерала А. И. Деникина под селениями Долаково и Насыр-Корт он был дважды ранен.

### Образование и работа в институтах
По словам биографа М. К. Ужаховой, с установлением советской власти Мальсагов принимал активное участие в создании системы народного образования, первой национальной газеты «Сердало» и репертуара для ингушского театра, он участвовал в организации Ингушского научного музея.
В 1920—1924-е годы Мальсагов работал в Назрановском райисполкоме. В 1924—1930-е годы он проходил обучение на отделении русского языка и литературы Северо-Кавказского пединститута, после окончания которого получил специальность преподавателя русского языка и литературы.
В 1930—1943-е годы Мальсагов работал ассистентом кафедры языкознания в том же пединституте, читал лекции по курсам «Современного русского языка», «Методики преподавания русского языка в ингушской школе» и «Чечено-ингушского языка и литературы». Одновременно он являлся учёным секретарём и заведующим аспирантской подготовкой Ингушского НИИ краеведения. За свою «активную плодотворную деятельность» был отмечен Институтом Методики школьной работы как «национал, интересующийся педагогической исследовательской работой». В марте 1934 года за «огромную научно-педагогическую работу со студентами и аспирантами» Квалификационной комиссией Народного комиссариата просвещения РСФСР Мальсагов был утверждён доцентом Северо-Кавказского пединститута. В 1930-е годы он вёл занятия на учительских курсах в Политехническом техникуме во Владикавказе.
В 1934—1937-е годы он работал учёным секретарём в Северо-Кавказском краевом историко-лингвистическом институте им. Кирова в Ростове-на-Дону, там же руководил аспирантами по ингушскому языку. В то же время учёный работал старшим научным сотрудником Краевого комитета нового алфавита. После смерти З. К. Мальсагова в 1934 году, Д. Д. Мальсагов стал заведующим филиала Ингушского научно-исследовательского института краеведения и Ингушского научного музея.
После объединения Чеченской и Ингушской автономных областей в 1934 году, Мальсагов работал внештатным сотрудником в Чечено-Ингушском НИИ истории, языка и литературы, созданного после объединения Ингушского НИИ краеведения и Чеченского института национальной культуры. В 1937 году он стал заведующим лингвистического сектора института. В том же году во время сталинских репрессий Мальсагов был обвинён в контрреволюционной деятельности и арестован. Его посчитали подозрительным, так как он — языковед и этнограф — часто совершал экспедиции, активно вёл переписку, встречался со многими ведущими современниками. С июля того же года содержался в Грозненской тюрьме НКВД Чечено-Ингушской АССР, где подвергался пыткам. 25 марта 1940 года суд вынес решение об оправдании и освобождении Мальсагова и других лиц, связанных с данным делом, из-за отсутствия доказательств принадлежности их к контрреволюционной повстанческой организации. 1 апреля того же года из-за прекращения дела Мальсагов вышел на свободу.
В 1940—1944-е годы учёный вновь был заведующим лингвистического сектора Чечено-Ингушского НИИ, где он, по словам А. У. Мальсагова, вёл большую организаторскую и научную работу. Одновременно он читал курсы введения в языкознание, диалектологии русского, чеченского и ингушского языков в Чечено-Ингушском госпединституте.
По словам М. К. Ужаховой, с апреля 1942 года Мальсагов, в это время доцент кафедры общего языкознания Чечено-Ингушского госпединститута, активно организовывал отделения для подготовки преподавателей чечено-ингушского и русского языков в нерусской школе при заочном Институте. В 1942—1944-х годах он занимал должность директора краеведческого музея и музея изобразительных искусств.
В октябре 1943 года Мальсагов написал заявление в Институт языка и письменности народов СССР, где просил сделать себя докторантом института. В январе 1944 года его приняли в докторантуру института и отправили в командировку в Грозный, где он должен был передать управление Чечено-Ингушского института и музея, собрать научный материал для диссертации на соискание учёной степени доктора филологических наук. Его научными руководителями были назначены И. И. Мещанинов и Н. Ф. Яковлев. По воспоминаниям дочери Мальсагова — Лидии, с начала 1944 года отец писал докторскую диссертацию в Москве. Собранные им для диссертации материалы исследований он упаковал и подготовил для отправки из Грозного в Москву. По словам Л. Д. Мальсаговой, на предложение вместо депортации переехать с семьёй в столицу, отец ответил отказом.

### В депортации
В марте 1944 года Мальсагов со своей семьёй прибыл в город Токмак Фрунзенской области Киргизской ССР. Не имея при себе научной литературы, данных своих исследований и уже опубликованных трудов, осенью 1944 года он направил письмо своему научному руководителю И. И. Мещанинову, где рассказал о своей ситуации. «В настоящих условиях собирать материал по диалектам я не могу, так как поездки затруднены и пока нельзя установить, где его искать», — писал он.
Несмотря на то, что Мальсагов находился в депортации, он всё же числился докторантом Института языка и письменности народов СССР, однако, являясь спецпереселенцем, не мог работать по этой специальности. Чтобы прокормить свою семью, он был вынужден работать заведующим бани, одновременно исполняя обязанности истопника, уборщика и грузчика. По словам М. К. Ужаховой, зарплата Мальсагова была мизерной, а его семья голодала. По воспоминаниям Л. Д. Мальсаговой, выдаваемый для них хлебный паек был маленьким. «Старшая сестра Мадина отдавала нам нашу долю, а свою делила на две части, из которых одну съедала сама, а вторую отдавала младшим», — писала она. Из-за постоянного недоедания у Д. Д. Мальсагова опухали ноги, после чего его дочь Мадина и сын Якуб устроились на работу на шахту. Заболев силикозом, в 1945 году скоропостижно умерла Мадина. Д. Д. Мальсагов в письме другу и писателю С. И. Озиеву делился, что «тёплое участие друзей смягчает всякое горе».
Работавший во время депортации чеченцев и ингушей в Институте языка и письменности народов СССР Ю. Д. Дешериев узнал о тяжёлом положении Мальсагова. Так как последний был из репрессированного народа, он уже не мог быть докторантом. В годы Великой Отечественной войны докторантам выдавали зарплату и хороший паёк. Как вспоминает Дешериев в своих мемуарах «Жизнь во мгле и борьбе» (1995), тогда он захотел оказать помощь Мальсагову. Для этого он обратился к профессору Каратаеву, курировавшему аспирантами в Управлении кадров при Президиуме АН СССР. Тот предложил выделять зарплату докторанта и переслать документ Мальсагову, дающий право ему получать паёк докторанта. Как вспоминает Дешериев, именно благодаря Каратаеву, рисковавшего своим положением, Мальсагов смог пользоваться правами докторанта. А ведь он мог, как было принято в те годы, «затеять „целую историю“ по поводу правомерности такой докторантуры», — замечал Дешериев. В письме Дешериеву Мальсагов просил его передать Каратаеву свою благодарность, что и сделал Дешериев.
После того, как Наркомпрос Киргизской ССР узнал, что Мальсагов — известный учёный и педагог — работает заведующим бани, 1 апреля 1945 года постановлением ЦК КП (б) Киргизской ССР он был освобождён от этой должности и направлен в распоряжение Наркомпроса. В апреле 1945 года Мальсагов переехал во Фрунзе, где стал работать инспектором по вузам. В июне 1947 года, имея стаж педагогической работы в вузах свыше 10 лет, он был утверждён доцентом кафедры русского языка Киргизского госпединститута (позднее — Киргизский госуниверситет, сейчас — Кыргызский национальный университет имени Жусупа Баласагына). Мальсагов имел возможность печатать свои научно-методические материалы в сборниках и журналах института, что редко кому из представителей депортированной интеллигенции удавалось. В пединституте он вёл курс современного русского языка и методику его преподавания в киргизской школе, писал рецензии на научные работы. В октябре 1951 года Мальсагов стал работать во Фрунзенском государственном учительском институте как штатный доцент кафедры языка и литературы. С декабря того же года работал в Киргизском НИИ педагогики старшим научным сотрудником сектора языка и литературы. Одновременно, с августа 1952 года, Мальсагов занимал должность заведующего вечерним отделением Фрунзенского государственного учительского института. С ноября 1955 года вплоть до своего возвращения из депортации в 1957 году он работал доцентом кафедры русского языка Киргизского госуниверситета. Работая доцентом Мальсагов вёл активную переписку с Ю. Д. Дешериевым, И. Ю. Крачковским, А. С. Чикобава и другими.
XX съезд КПСС разбудил надежду депортированных народов на восстановление в отношении них справедливости. Они начали в Казахской и Киргизской ССР национальное движение за возвращение на родину. В сентябре 1956 года Мальсагов был в числе ингушских писателей и других представителей интеллигенции, которые написали обращение к Президиуму Правления Союза писателей СССР, в котором они ходатайствовали о «возвращении ингушского народа в братскую семью советских народов и восстановлении автономии ингушей и чеченцев». Так как обращение было переправлено секретарем правления Союза писателей СССР А. А. Сурковым в ЦК КПСС, у советской партийной бюрократии обращение вызвало большой резонанс. По мнению авторов монографии «История Ингушетии» (2013), такого рода инициативы ингушской интеллигенции внесли определённый вклад в восстановление Чечено-Ингушской АССР.
9 января 1957 года Верховным Советом СССР и РСФСР была восстановлена Чечено-Ингушская АССР. 5 мая 1957 года Мальсагов в заявлении ректору Киргизского госуниверситета Б. М. Юнусалиеву, сообщил об освобождении его от работы, так как по удостоверению Оргкомитета Чечено-Ингушской АССР № 1942 он переводится на работу в Чечено-Ингушскую АССР. По воспоминаниям Л. Д. Мальсаговой, «во Фрунзе отца очень любили и уважали. Во время нашего отъезда <…> провожать папу на вокзал пришли многие преподаватели и студенты, что очень растрогало его, обычно умевшего сдерживать свои эмоции и чувства».

### После возвращения из депортации
Вернувшись в Грозный, Мальсагов принял участие в восстановлении науки и культуры республики. С июня 1957 года по январь 1958 года он работал директором Чечено-Ингушского НИИ языка, истории и литературы. Отказался от полагавшейся директору института машины и квартиры. Благодаря Мальсагову, была создана секция чеченского языка при кафедре русского языка историко-филологического факультета Чечено-Ингушского госпединститута, заведующим которой он и стал. В том же году прошёл первый набор студентов на эту специальность. В 1958 году Мальсагов был утверждён доцентом Грозненского пединститута (позже — Чечено-Ингушский госпединститут). В то время, как на выделенном участке строился дом, семья Мальсаговых жила у соседей. По словам М. И. Мальсаговой, Д. Д. Мальсагов отказался заниматься атеистической работой, предлагаемой Обкомом партии, поскольку он был «человек глубоко верующий», и ушёл с должности директора Чечено-Ингушского НИИ.
В 1958 году профессора Л. И. Жирков, Е. А. Бокарёв и Ю. Д. Дешериев, написали отзыв «одному из старейших и крупных деятелей культуры и просвещения Чечено-Ингушской АССР доценту, кандидату филологических наук Д. Д. Мальсагову для представления его к учёному званию профессора». Присвоение Мальсагову звания профессора было поддержано и Учёным советом Чечено-Ингушского научно-исследовательского института. Профессора в 1961 году написали очередной отзыв «О научной и педагогической деятельности кандидата филологических наук доцента Д. Д. Мальсагова (по вопросу присуждения ему ученого звания профессора)». 29 июня того же года Учёный совет Чечено-Ингушского госпединститута просил Высшую аттестационную комиссию Министерства высшего образования присвоить Мальсагову учёное звание профессора за его «выдающиеся заслуги». Несмотря на это, окончательное решение было принято только в 1964 году, когда Мальсагов стал профессором кафедры родного (ингушского) языка и литературы Чечено-Ингушского госпединститута. Он стал первым профессором среди ингушей.
Весной 1961 года Мальсагов перенёс ишемический инсульт головного мозга. После выздоровления он вернулся к научно-педагогической работе. В письме Ю. Д. Дешериеву, находившемуся в Москве, говорил: «Пишу совершенно свободно, и глаза не очень устают». Тогда же он был включён в экспертную комиссию при Северо-Кавказском совете по координации научной работы по гуманитарным наукам, принимал участие в заседаниях учёных советов вузов Северного Кавказа, был оппонентом при защитах диссертаций.
Партийное руководство республики тормозило изучение устного народного творчества, в то время как Мальсагов, по словам М. К. Ужаховой, высоко оценивал её значение. В октябре 1964 года он сообщал в письме А. О. Мальсагову, находившемуся в Москве, что ему «очень трудно говорить с работниками» Чечено-Ингушского НИИ", которые, сделав его председателем комиссии по устной словесности при Союзе писателей, первое же заседание сорвали. Из-за этого, Мальсагов отказался дальше работать в этой комиссии. По словам М. К. Ужаховой, учёный заявлял руководству Чечено-Ингушского НИИ по поводу «неправильного отношения к национальным кадрам».
В начале 1965 года Институт мировой литературы им. М. Горького занимался подготовкой книги академического характера «Богатырские героические сказания чеченцев и ингушей». Работавшая сотрудником этого Института У. Б. Далгат, уведомила Мальсагова о том, что Институтом мировой литературы он будет назначен ответственным редактором, так как он является одним из первых собирателей и исследователей народного эпоса. Позже, в письме А. О. Мальсагову Д. Д. Мальсагов рассказал про то, что А. А. Саламов вывел его из состава Учёного совета Чечено-Ингушского НИИ и собирается через обком партии добиться назначения другого редактора. В том же году в другом письме А. О. Мальсагову Д. Д. Мальсагов сожалел, что ему «о нартских сказаниях <…> не говорят ни слова». В это время в письме А. О. Мальсагову писатель и фольклорист Х. Д. Ошаев сообщал: «В этом деле [со словарями] тебе очень поможет Дошлуко. Теперь он более свободен: из института он ушел, вернее заставили уйти <…> Пока там Саламов — ни Дошлуко, ни мне там делать нечего».
В сентябре 1965 года, когда Д. Д. Мальсагов вышел на пенсию, ему написал письмо А. О. Мальсагов, который сожалел, что теперь, после его ухода, в Чечено-Ингушском госпединституте «некому преподавать». Что касается сборника «Богатырские героические сказания чеченцев и ингушей», то по мнению А. О. Мальсагова её ингушская часть была подготовлена слабо. «Фактически ничего нового они не записали, а просто перевели ранее опубликованные материалы, что уже давным-давно сделано мною», — писал он. А. О. Мальсагов также сообщал, что Х. Х. Боков, А. А. Саламов и другие спорили о том, кого надо назначить редактором сборника. В начале декабря 1965 года А. О. Мальсагов, находясь в Москве, сообщил в письме Д. Д. Мальсагову, что после долгих разговоров между Боковым и сотрудниками Института мировой литературы (А. А. Петросян, У. Б. Далгат, А. О. Мальсагов) первый согласился, чтобы Д. Д. Мальсагова назначили редактором сборника героического эпоса. Однако Д. Д. Мальсагов получил в конце декабря 1965 года письмо от заместителя директора Чечено-Ингушского НИИ М. Д. Чентиевой, где та просила его прислать институту фольклорный материал нартского эпоса, поскольку институт собирается опубликовать в Москве сборник «Чечено-ингушский нартский героический эпос». По поводу этого письма Д. Д. Мальсагов сообщал в начале января 1966 года А. О. Мальсагову, что «письмо по стилю и содержанию даже нельзя назвать приличным. Я решил на всё махнуть рукой и не волноваться».
Одновременно Д. Д. Мальсагов не переставал заниматься научными исследованиями и оказывал помощь национальным научным кадрам. Из-за того, что он был широко известен и его уважали учёные и коллеги, он смог оказать помощь своим подопечным в продолжении учёбы и научной работы, включая и за пределами Чечено-Ингушетии, как, например, в Москве, Ленинграде, Махачкале, Ставрополе и Тбилиси. Так, из-за ходатайства Мальсагова, в августе 1963 года его воспитанники и студенты из Грозного были приняты Академией наук Грузинской ССР, которая предоставила им возможность и условия для написания кандидатских диссертаций.
Мальсагова и его соратников хотели дискредитировать секретари и работники идеологического отдела Чечено-Ингушского Обкома КПСС. Ими были напечатаны различные клеветнические статьи, где учёного обвиняли в приверженности к пережиткам прошлого. После того, как ученик и близкий друг Мальсагова Н. И. Штанько, возглавлявший отдел писем газеты «Известия», узнал об этом, он предлагал направить в республику группу журналистов, которая освещала бы все искажения и промахи местных чиновников, которые вредили развитию восстановленной республики. Однако Мальсагов отказался, по словам У. М. Ужахова, «надеясь на здравый смысл оппонентов и свои собственные силы». 7 июля 1966 года он направил письмо в отдел науки ЦК КПСС, копия которой была также отправлена первому секретарю Чечено-Ингушского Обкома КПСС С. С. Апряткину, однако последний так и не получил её.
Умер 9 июля 1966 года в городе Грозном.

## Научная деятельность
В 1920—1930-х годах советские чиновники предлагали искусственно подтолкнуть процесс слияния ингушей и чеченцев. Лидерами проекта по объединению Чеченской АО и Ингушской АО являлись: в Чеченской АО — заведующий ОНО Х. Д. Ошаев, заведующий ОблЗУ Курбанов и заведующий Здравотделом Хамзатов, а в Ингушской — интеллигенция Мальсаговых, которая стояла в оппозиции ингушскому руководству И. Б. Зязикова. Последний, как партийный руководитель Ингушетии, выступал резко против объединения с Чечнёй. По указу Москвы прошла VII Ингушская областная партконференция, которая вынесла решение о необходимости создания «единого чечено-ингушского литературного языка» и увязки культурной работы в Чеченской и Ингушской областях.
Д. Д. и З. К. Мальсаговым была поручена задача по унификации ингушского и чеченского алфавитов. Всё же, учёные встречали препятствия на пути, несмотря на то, что в 1934 году были объединены Чеченская и Ингушская автономные области. После передачи города Владикавказ, являвшегося административным и культурным центром ингушей, в Северо-Осетинскую АО, и ликвидации Ингушской автономной области, в большинстве своём ингушское население не желало, как пишет исследователь Б. М.-Г. Харсиев, «„перековаться“ в новую общность „вайнах“». Д. Д. Мальсагов в эти годы опубликовал свои статьи «О едином чечено-ингушском литературном языке» (1933), «К постановке изучения чечено-ингушского фольклора» (1933), «О необходимости обозначения ö, ü, ŋ в ингушской письменности» (1936) и другие.
Мальсагов принимал участие в проходившей в 1934 году в Грозном первой Чечено-Ингушской конференции по языковому строительству, где обсуждались вопросы о нормах общеписьменного языка, унифицированной орфографии, о единой терминологии, историческом развитии единого языка и т. д. По итогу конференции была подготовлена грамматика чечено-ингушского языка и постановлено создать комиссию по разработке вопросов единого чечено-ингушского алфавита и терминологии.
Как часть языковой политики по установлению единого чечено-ингушского языка, в 1935 году по решению Президиума ВЦК Нового Алфавита была проведена экспедиция под руководством М. А. Мамакаева в Джераховское и Мецхальское общества нагорной Ингушетии для того, чтобы «установить несостоятельность утверждений барона П. К. Услара» о том, что между речью этих обществ и речью Чечни есть значительные различия в целом. Мальсагов вошёл в состав экспедиции. В том же году он участвовал в редактировании «Грамматики и орфографии чечено-ингушского литературного языка».
В 1940 году Мальсагов совершил научную экспедицию в Ингушетию и Чечню для того, чтобы изучить и описать вайнахские языки и диалекты. Им были исследованы галанчожский, итумкалинский, мелхинский и чеберлоевский диалекты. По итогу экспедиции в том же году, он закончил научную работу «Чечено-ингушская диалектология и пути развития чечено-ингушского литературного (письменного) языка», одобренную Учёным советом Чечено-Ингушского НИИ истории, языка и литературы. Через год она была опубликована отдельной монографией Чечено-Ингушским госиздатом в Грозном. В ней впервые в истории были классифицированы эти диалекты и описаны их главные сравнительные особенности. Работа была использована Мальсаговым в качестве кандидатской диссертации, защита которой проходила в Ленинграде в феврале 1941 года (научный руководитель Мальсагова — А. Н. Генко). Единогласно было принято Учёным советом Института востоковедения Академии наук СССР решение о присуждении Мальсагову учёной степени кандидата филологических наук. Таким образом он первым среди ингушей удостоился этой учёной степени.
По мнению Б. М.-Г. Харсиева, работа «имела большое научно-практическое значение для развития поставленной цели — унификации языков». Он также считает, что она внесла значительный вклад в изучение чечено-ингушской диалектологии и развитие национальной письменности. Для роста «чечено-ингушской культуры» нужно было научное разрешение вопросов формирования литературного языка. Эти вопросы, поднимавшихся и раньше, по мнению Харсиева, эффективных результатов не имели до 1938 года. Научный сотрудник Чечено-Ингушского НИИ Х. Г. Гугиев в своей статье «Кандидат филологических наук Д. Мальсагов» (1941) высоко оценивал монографию, считая, что её автор использовал имеющуюся в те годы по «чечено-ингушскому языку литературу, обильный материал из личных наблюдений и исследований различных диалектов чечено-ингушского языка, причём классификация и описание их даны впервые <…>». Кроме того, Гугиев считал, что «вопрос близости ведущих литературных диалектов („плоскостного чеченского и ингушского“ по терминологии Д. Мальсагова) разрешен». Больше того, он писал о тенденции плоскостного чеченского стать общим языком для чеченцев и ингушей, что видно было ещё до Октябрьской революции и после неё, особенно после объединения Чеченской и Ингушской областей.
Помимо сбора лингвистического материала в экспедициях в горную и плоскостную Ингушетию, Мальсагов также записывал ингушский фольклор. Собранные им сказания были опубликованы в литературном сборнике «Радость сердца» («Дега гӏоз», на ингушском языке) в 1957 году — то есть, после окончания Великой Отечественной войны и возвращения из депортации. В сборнике сказания были озаглавлены под общим названием «нарт-орстхоевские сказания» («наьрт-орстхой дувцараш»). По мнению литературоведа и фольклориста И. А. Дахкильгова, записи этих преданий имеют большое значение для ингушской фольклористики, так как нартский эпос у ингушей давно исчез и мало осталось сегодня преданий. В то же время, Дахкильгов критиковал Мальсагова за то, что из-за него в ингушской фольклористике утвердился ошибочный, по его мнению, термин «нарт-орстхойский эпос». Записанные Мальсаговым сказания и предания в дальнейшем включались в сборники фольклора и школьные хрестоматии.
Мальсагов занимался переводом ингушского фольклора. Так, например, он перевёл на русский язык старые ингушские песни «илли», собранные и изданные З. Измайловым в сборнике «Ингушское устное творчество» («Вейнаьха багахбувцам», 1932, ч. 2). По мнению Дахкильгова, из сборника выделяются ингушские свадебные песни.
Мальсагов изучал ингушский фольклор. В 1932—1933-х годах в выходившем в Ростове-на-Дону журнале «Революция и горец» были опубликованы его научные статьи, посвящённые изучению устного народного творчества ингушей: «Современное состояние искусства в Ингушетии» (1932) и «К постановке изучения чечено-ингушского фольклора» (1933). В последней работе он писал о необходимости использовать из ингушского фольклора «доступный детям материал из эпохи гражданской войны, материал, характеризующий борьбу классов, антирелигиозный материал и т. д.» Сам же фольклор он предлагал использовать «как сильнейшее орудие классовой борьбы и социалистического строительства». В 1940 году Мальсагов написал особо ценную, по мнению Дахкильгова, научную работу «Устное творчество чечено-ингушского народа». Она не была опубликована и так и осталась в архиве Краеведческого музея Чечено-Ингушской АССР. В своей работе Мальсагов считал, что ингушский нартский эпос образовался в VI веке — дату, которую, он, вероятно, взял из работы А. Н. Генко «Из культурного прошлого ингушей» (1930). Последний в своей работе писал о том, что в VI веке Сасаниды построили в Ингушетии стратегически важные ворота. Современными учёными время образования нартского эпоса определяется медным веком.
В 1959 году Мальсагов опубликовал статью «О некоторых непонятных местах в „Слове о полку Игореве“», где он, основываясь на материале вайнахских языков и используя данные других языков, толковал отдельные «тёмные места» «Слова о полку Игореве». О. В. Творогов считал, что хотя предлагаемое Мальсаговым кавказское происхождение Овлура является гипотетическим, его идея об Овлуре как о «безродном, бездомном человеке» является вполне продуктивной. На таком основании Творогов высказал мнение, что Овлур мог быть славянского происхождения. По мнению Е. М. Белецкой и Л. А. Дмитриева, некоторые толкования Мальсагова, как, например, для слов «кнес» и «канина» походили на «явные натяжки», противоречащие с данными древнерусского языка и в целом с контекстом «Слова». Его толкования для таких «тёмных мест» как, например, «кур» и «уши закладаше» они считали спорными. Тем не менее, Белецкая и Дмитриев считали, что статья Мальсагова дала «новый, свежий материал для толкований текста» «Слова» и вынуждала исследователей "более углубленно анализировать, в споре с ним, «тёмные места» «Слова»".
В незаконченных и неопубликованных научно-исследовательских работах Мальсагова рассматриваются вопросы вайнахских языков; исследуются храмы вроде Тхаба-Ерды, святилищ и укреплений вроде Гагиевских башен и Фараз кхале; Орёл Сулеймана; связи между вайнахами и арабами, тюрками, восточными славянами; работы по «Слову о полку Игореве» (закончены в феврале 1966 года); кавказскому и восточнославянскому фольклорам; ставятся задачи славистам и арабистам для изучения истории проникновения на Балканский полуостров и Русь отдельных имён; задачи по сбору, изучению и систематизации древних письмён. В незаконченной работе Мальсагова — «Навеки вместе», рассматривается история взаимодействий чеченцев и ингушей с Россией и восточными славянами, а также с Тмутараканским княжеством, включая её след в культуре северокавказских народов.
Учениками Д. Д. Мальсагова являлись профессора А. С. Куркиев, Ф. Г. Оздоева, Л. Д. Мальсагова (его дочь), В. Д. Тимаев, И. А. Арсаханов и другие. Не являясь его студентами, многие учёные, педагоги, писатели, журналисты и общественные деятели считали себя его учениками. Так, например, языковед П. И. Харакоз в письме из Фрунзе Мальсагову писал: «Ох, мой незабвенный, несравненный Дошлуко-эфенди!», а в другом: «Примите это мое сочинение в память от греческого ученика Вашего. Хотя я за школьной партой у Вас не сидел, но ведь ученики Сократа, например, тоже не сидели за партой. Вы мудрый и редкий учитель, а я, честное слово, Дошлуко Дохович, был прилежным учеником».

## Литературная деятельность
В 1931 году написал, в соавторстве с О. А. Мальсаговым, пьесу «Перелом» («Кердача наькъа тӏа») о борьбе с адатами и классовой борьбе в ингушском селении на фоне коллективизации. Она была поставлена ингушской делегацией на краевой олимпиаде искусств народов Северного Кавказа, проходившей в 1931 году в Ростове-на-Дону, где заняла первое место. В 1933 или 1934 году Мальсагов написал поэму «Поток Армхи» («ӏарамха»), в том же году она была переведена на русский язык М. И. Слободским. В дальнейшем, она включалась в школьные учебники по ингушской литературе. По мнению фольклориста М. А. Матиева, поэма имеет отсылки к народному фольклору.
Мальсагов был членом Ингушского литературного общества. В материалах «личного дела члена Союза писателей СССР поэта, драматурга, переводчика Д. Д. Мальсагова» (из Российского государственного архива литературы и искусства) написано, что он вступил в Союз писателей СССР в 1937 году и номер его членского билета был 2423. В том же году, в связи с арестом, Мальсагов был исключён из Союза. 8 июня 1956 года во время заседания Президиума Союза писателей Киргизии был составлен протокол о восстановлении его в члены Союза писателей. 13 марта 1961 года Секретариат Правления Союза писателей РСФСР постановил «установить стаж пребывания Д. Мальсагова в членах Союза писателей СССР с 1940 года, когда были напечатаны его критические и литературные статьи».
В 1930-х годах Мальсагов перевёл на ингушский язык такие произведения русской литературы, как «Песня о Буревестнике» (1933), «Песня о Соколе» (1933, в соавторстве с М. Ф. Аушевым), «Пепе» (1935), «Забастовка в Парме» (1936) и «Дед Архип и Лёнька» (1939) М. Горького, отрывки из поэмы «Мертвые души» (1939) Н. В. Гоголя, басни И. А. Крылова «Волк и ягнёнок» (1939) и «Лев и лисица» (1939), поэму «Мцыри» (1939) М. Ю. Лермонтова, отдельные сказки А. С. Пушкина. В 1959 году был опубликован его перевод отрывок из «Героя нашего времени» М. Ю. Лермонтова.
По мнению А. У. Мальсагова, Д. Д. Мальсагов как литературный критик внёс вклад в формирование и дальнейшее развитие ингушской советской литературы. В статье «Ингушская литература» (1933) критик, рассматривая творчество ингушских писателей Т. Д. Бекова, Х.-Б. Ш. Муталиева, С. И. Озиева, Х. С. Осмиева и других, призывал их больше пользоваться в своих произведениях народным фольклором: «Изучение языка, стиля, формы народной словесности, поможет ингушской письменной литературе в овладении родным языком и создании высших форм литературного творчества <…>». В «Очерках истории ингушской советской литературы» («Гӏалгӏай советски литература исторе очеркаш», 1961) написал, в соавторстве с писателем Б. X. Зязиковым, критико-литературоведческие статьи, где, по мнению А. У. Мальсагова, был дан обстоятельный анализ творчества ингушских поэтов и писателей А. И. и С. И. Озиевых, Д. X. Яндиева, X. С. Осмиева, А. Э. Хамхоева и М. М. Хашагульгова.
По словам М. К. Ужаховой, в 1934—1935-е годы роман Л. П. Пасынкова «Тайпа» вызвал «большой резонанс» в Ингушетии и за её пределами. Переиздававшийся несколько раз многотысячными тиражами в центральных издательствах роман, по мнению ингушских критиков, обливал ингушский народ «грязью». Это, а также то, что в центральной печати высказались положительно о романе, и даже хотели на его основе снять художественный фильм, вызвало возмущение со стороны ингушской общественности. В 1932 году в журнале «Революция и горец» Мальсагов опубликовал, в соавторстве с Д. Хаматхановым и Л. П. Семёновым, рецензию «О романе „Тайпа“ Л. Пасынкова и киносценарии „Голубой шайтан“ Л. Пасынкова и Юнаковского». Рецензенты, в первую очередь Мальсагов, раскритиковали роман за «искажённое и клеветническое» изображение жизни и быта ингушей, что выставило их «дикарями». В марте 1936 года Мальсагов выступил и с другой критической статьёй «Этнография ингушей в романе Л. Пасынкова „Тайпа“». После того, как Пасынков заявил, что его роман хорошо оценил М. Горький (он назвал его «неожиданным подарком молодой советской литературы»), Мальсагов написал последнему письмо, в котором говорил:

<…> я, как ингуш, занимающийся ингушским языком и этнографией, не могу молчать об этнографической неправде, допущенной Пасынковым <…> она извращает и опошляет самые священные для ингушского народа воспоминания о потоках крови, пролитой за дело Октября <…> нельзя любить великую родину, одновременно не любя каждый из народов <…>

По словам И. А. Дахкильгова, из-за сильного протеста со стороны ингушской интеллигенции, кино так и не было снято на основе этого романа.

## Личная жизнь
В 1922 году Мальсагов женился на Дзабанте Мусиевне Белхароевой — внучке религиозного деятеля и суфийского шейха Батал-Хаджи Белхороева. 18 февраля 1924 года у пары родилась дочь Мадина, 4 января 1927 года — сын Якуб, 16 мая 1930 года — дочь Лидия.
По словам Р. И. Ахриевой, из учёных Д. Д. Мальсагов особенно уважал Н. С. Трубецкого, А. С. Чикобава, А. Н. Генко, З. К. Мальсагова, И. А. Джавахишвили, Д. С. Лихачёва и других. Она писала, что З. К. Мальсагова Д. Д. Мальсагов глубоко уважал, считая его большим авторитетом. В своей книге «Чечено-ингушская диалектология и пути развития чечено-ингушского литературного (письменного) языка» учёный писал, что она посвящается «памяти Заурбека Мальсагова, отдавшего все силы и знания делу развития чечено-ингушской социалистической культуры». С семьёй А. Н. Генко, его супругой Лидией Борисовной Панек и дочерью Галиной Д. Д. Мальсагов поддерживал связь до самой смерти. В 2017 году Глава Ингушетии Ю.-Б. Евкуров передал Галине в дар от семьи Мальсаговых письма Генко, адресованные Мальсагову.
Мальсагов знал ингушский, чеченский, русский, немецкий и французский языки.

## Признание
По словам Ю. Д. Дешериева, Мальсагов при жизни был признан специалистом по вайнахским языкам, а также русистом, имея большой стаж преподавания русского языка и общей лингвистики.
Имя Д. Д. Мальсагова, как «видного ингушского деятеля», который внёс «значительный вклад в становление и развитие ингушской государственности», высечено на мемориальной плите в Мемориале памяти и славы в Ингушетии. Прошедшая 6 ноября 2018 года международная научно-практическая конференция «Язык, история и литература как факторы устойчивого развития общества» была посвящена 120-летию со дня рождения Мальсагова.
Был удостоен ряда государственных наград и грамот:
- В 1960 году к 40-летию установления советской власти в Чечено-Ингушской АССР за общественную и научно-педагогическую деятельность Мальсагов был награждён почётной грамотой Президиума Верховного Совета Чечено-Ингушской АССР[80].
- В 1961 году Мальсагов был награждён медалью «За трудовую доблесть»[80].
- В 2002 году указом Президента Ингушетии Мурата Зязикова за большие заслуги в развитии языкознания Мальсагов был посмертно награждён орденом «За заслуги»[78].

### Статьи

#### На русском
- Искусство трудящихся Ингушетии // Молот. — Ростов н/Д., 1931. — № 3438 (11 декабря).
- Мальсагов Д. Современное состояние искусства Ингушетии // Революция и горец. — Ростов н/Д., 1932. — Февраль—март (№ 3—4). — С. 99—104.
- Мальсагов Д. Ингушская литература и язык // Революция и горец. — Ростов н/Д., 1933. — № 1—2. — С. 97—103.
- Мальсагов Д. О едином чечено-ингушском литературном языке // Революция и горец. — Ростов н/Д., 1933. — № 5 (56). — С. 32—38.
- Мальсагов Д. К постановке изучения чечено-ингушского фольклора // Революция и горец. — Ростов н/Д., 1933. — № 5 (56). — С. 58—64.
- Мальсагов Д. Несколько вопросов ингушской орфографии // Ингушский терминологический сборник. — Орджоникидзе, 1933.
- Мальсагов Д. О формах прилагательного в чечено-ингушском языке // Ингушский терминологический сборник. — Орджоникидзе, 1933.
- Мальсагов Д. Десятилетие со дня установления письменности ингушей — победа ленинской национальной политики // Сердало. — 1933. — № 57—58 (5 мая).
- Мальсагов Д. За единый чечено-ингушский литературный язык // Грозненский рабочий. — 1934. — № 92 (21 февраля).
- Мальсагов Д. [Без оглавления] : Ст. о творчестве художника Гази Даурбекова. Картина «Похороны Бутырина» // Сердало. — 1934. — № 32 (1084) (11 апреля). — С. 3.
- Мальсагов Д., Мациев А. Грамматика чечено-ингушского языка. — Грозный : Чечинггосиздат, 1934.
- Мальсагов Д. Писатель, литературовед, критик : [Памяти 3. К. Мальсагова] // Грозненский рабочий. — 1935. — № 134 (12 июня).
- Мальсагов Д. О необходимости обозначения ö, ü, ŋ в ингушской письменности // Известия ЧИНИИ. — Грозный, 1936. — Т. 1 (IV), вып. 1. — С. 91—96.
- Мальсагов Д. Первый альманах: Орган писателей Чечено-Ингушетии // Грозненский рабочий. — Грозный, 1941. — С. 3.
- Мальсагов Д. О сборнике «Чечено-ингушский фольклор». — Грозненский рабочий. — Грозный, 1941. — № 74 (29 марта).
- Мальсагов Д. Изучение темы «Состав слова» в 5 классе киргизской школы. — Фрунзе, 1955.
- Мальсагов Д. О классификации фонетических ошибок в письменных работах по русскому языку в киргизской школе // Сб. РИВКИ. — Фрунзе, 1955.
- Мальсагов Д. Творчество Джамалдина Яндиева // Грозненский рабочий. — 1957. — № 161 (16 августа).
- Мальсагов Д. Песня славит Родину : [О сборнике стихов Яндиева «Родные горы»] // Грозненский рабочий. — 1959. — № 110 (7 июня).
- Мальсагов Д. Творчество Хамзата Осмиева // Грозненский рабочий. — 1959. — № 246 (18 декабря).
- Мальсагов Д., Зязиков Б. О сборнике стихов Салмана Озиева «Путь счастья» // Грозненский рабочий. — 1960. — № 251 (23 ноября).
- Мальсагов Д. Крупный шаг в нахском языкознании // Грозненский рабочий. — 1961. — 19 января.
- Мальсагов Д. Устное поэтическое творчество чечено-ингушского народа // Очерк истории чечено-ингушской литературы. — Грозный : Чеч.-Инг. кн. изд-во, 1963. — С. 8.
- Корзун В. Б., Ошаев Х. Д. Основные этапы развития чечено-ингушской литературы // Очерк истории чечено-ингушской литературы / Отв. ред.: В. Б. Корзун. — Грозный: Чеч-Инг. кн. изд-во, 1963. — С. 46—73. — 240 с. — 3000 экз.
- Мальсагов Д., Зязиков Б.Х. Д.Х. Яндиев // Очерк истории чечено-ингушской литературы. — Грозный : Чеч.-Инг. кн. изд-во, 1963.
- Мальсагов Д. Д., Зязиков Б. Х. А. И. Озиев // Очерк истории чечено-ингушской литературы / Отв. ред.: В. Б. Корзун. — Грозный: Чеч-Инг. кн. изд-во, 1963. — С. 179—183. — 240 с. — 3000 экз.
- Мальсагов Д., Зязиков Б.Х. Х.С. Осмиев // Очерк истории чечено-ингушской литературы. — Грозный : Чеч.-Инг. кн. изд-во, 1963. — С. 218.
- Мальсагов Д. О некоторых непонятых местах в «Слове о полку Игореве» // Ингуши : Сб. ст. и очерков. — Саратов, 1996. — С. 539.

#### На ингушском
- Мальсагов Д. Гӏалгӏай литература // Гӏалгӏай литературни сборник. — Орджоникидзе, 1930.
- Мальсагов Д. Пасынкова язъяьча «Тайпа» яхача романах // Цӏе сийгаш : лит. сб. — Орджоникидзе : «Сердало», 1931. — С. 75—77.
- Мальсагов Д. 22 эзар сага дешар ӏомаде деза // Сердало. — 1931. — № 80 (25 июля). — С. 4.
- Мальсагов Д. Мохктохками ГПИ-ера нохч-гӏалгӏай отделении // Сердало. — 1931. — № 132 (4 декабря). — С. 3.
- Мальсагов Д. Гӏалгӏай говзален Олимпиада // Сердало. — 1931. — № 132 (6 декабря). — С. 2.
- Мальсагов Д. Къулбаседерча Кавказа лоаман къамий говзалий Олимпиада хьаеллар // Сердало. — 1931. — № 135 (14 декабря). — С. 3.
- Мальсагов Д. Олимпиада диълагӏа дола ди // Сердало. — 1931. — № 136 (15 декабря). — С. 2.
- Мальсагов Д., Осмиев X. Беков Тембота говзаме йоазош (ингуш.) // «Сердало». — 1932. — 20 бекарга (№ 34).
- Мальсагов Д. Тохкаргба вай наьна мотт // Цӏе сийгаш : лит. сб. — Орджоникидзе : «Сердало», 1933.
- Мальсагов Д. Кийчдала деза вай Советий съезда // Сердало. — 1933. — № 75—76 (2 мая). — С. 1.
- Мальсагов Д. Гӏалгӏай йоазон итт шу далар: Ленина къамий политика котъялар // Сердало. — 1933. — № 57—58 (5 мая). — С. 2.
- Мальсагов Д. Гӏалгӏай художникий болх // Сердало. — 1934. — № 116 (14 ноября). — С. 4.
- Мальсагов Д. Нохч-Гӏалгӏай метта болх — кердача лагӏа тӏа // Ленинхо. — 1937. — № 33 (642) (6 марта). — С. 3.
- Мальсагов Д. Жӏалешта — жӏалей далар : Нохч-Гӏалгӏай йоазанхой Союзеи ӏилма-тохкама институтеи болхлой резолюце кулгаш яздаьд Арсановси Мамакаевси Мальсаговси // Ленинхо. — 1934. — № 83 (16 июня). — С. 3.
- Мальсагов Д. Яндиев Джамалдий творчество (ингуш.) // Сердало. — Грозный, 1957. — 11 тов.
- Мальсагов Д. Муталиев Хьажбикара говзаме йоазаш (ингуш.) // Сердало. — Грозный: Тип. им. 11 августа 1918 года, 1958. — 23 тушола (№ 24). — С. 3.
- Мальсагов Д. Хамхоев Ахьмада поэзи // Сердало. — 1959. — 29 января.
- Мальсагов Д. Арарча аьккхий мотт : [«Арарча аьккхий диалект нохчий-гӏалгӏай метта юкъе» яхача И. Т. Арсаханова ӏилман балхах] // Сердало. — 1959. — 8 октября.
- Мальсагов Д. Зязиков Б. Озиев Илеза Ахьмад — общественни деятели йоазонхои // Лоаман ӏуйре. — Грозный, 1960. — № 3. — С. 91—96.
- Мальсагов Д. Хургболча хьехархоех // Ленина байракх. — Наьсаре, 1961. — 26 марта.
- Мальсагов Д. «Сердало» хьалхара редактор // Сердало. — 1963. — 30 апреля.

### На осетинском
- Мальсагов Д., Чентиева Н. Цæцæн æмæ мæхъхъæлы литературæ // Аргъун æмæ Ессæйы зарджытæ : Произведения писателей Чечено-Ингушетии / Сост.: А. Б. Саламов. — Орджоникидзе : Цæгат ирыстоны чингуыты рауагъдад, 1960. — С. 5—16. — 342 с. — 1000 экз.

### Монографии
- Мальсагов Д. Д. Чечено-ингушская диалектология и пути развития чечено-ингушского литературного (письменного) языка / Отв. ред.: М. Д. Чентиева. — Грозный : Чечинггосиздат, 1941. — 110 с. — 1500 экз.
- Мальсагов Д. О некоторых непонятых местах в «Слове о полку Игореве». — Грозный, 1960. — 167 с.

### Учебные пособия

#### На русском
- Мальсагов Д. Программа-минимум для учителей чеченских и ингушских школ по родному языку. — М. : Изд-во Наркомпрос РСФСР, 1930.
- Мальсагов Д. Методическое пособие по ликбезу. — Владикавказ, 1930.
- Учебник по русскому языку для ингушских школ. — 1932. — (10 печат. л.).
- Мальсагов Д., Лопухин. Изучение фонетики русского языка в 5 классах киргизской школы. — Фрунзе, 1955.

#### На ингушском
- Мальсагов Д. Хургда вай дерригаш дийша : Методически сборник. — Орджоникидзе, 1930.
- Мальсагов Д. Юкъерча школанна литературан хрестомати : Кхоалагӏеи диълагӏеи дешара шераш / Д.Мальсагов. — Орджоникидзе: : Сердало, 1930.
- Мальсагов Д. Юкъерча школанна литературан хрестомати : Диълагӏча дешара шера. — Орджоникидзе : Сердало, 1931.
- Мальсагов Д. Керда боахам : Диълагӏча шера дешара книжка. — Орджоникидзе : Сердало, 1932. — 129 с.
- Мальсагов Д. Юкъерча школанна литературан хрестомати : Шоллагӏа дакъа. Диълагӏеи пхелагӏеи дешара шераш. — Орджоникидзе : Сердало, 1933. — 128 с.
- Мальсагов Д., Осмиев X. Литературан хрестомати : Ч. 1. — Орджоникидзе : Сердало, 1933.
- Мальсагов Д. Юкъерча школенна IV класса лаьрхӏа дола литературан хрестомати : Шоллагӏа дакъа. Кхозлагӏа тоадаь арахецар. — Грозный, 1936. — 162 с.
- Мальсагов Д. Литературан хрестомати юкъерча школлашка : 1—2 дакъа. — Грозный, 1936.

### Художественные работы

#### На ингушском
- Мальсагов Д. Тӏкъаь кхоъ эзар мукъаваккха : Стих // Сердало. — 1933. — № 2 (873) (11 января). — С. 4.
- Кердача наькъа тӏа :  [ингуш.] : 4 даькъера пьеса / Дешхьалхе Ведзижев Г. M. — Орджоникидзе : «Сердало», 1931. — (язъяьй Мальсагов Орцхойца).
- Мальсагов Д. ӏарамхи : Поэма // Гӏалгӏай литература. — Грозный, 1991. — С. 285—290.

#### На русском
- Перелом : Драма в 4-х действиях / Пред. П. Милославского. — Ростов н/Д. : «Северный Кавказ», 1931. — (в соавторстве с Орцхо Мальсаговым).
- Избранное / Сост., авт. пред. и прим. А. Мальсагов. — Нальчик: Эль-Фа, 1998.
- Мальсагов Д. Поток Арамхи : Поэма // Поэзия Чечено-Ингушетии. — М., 1959. — С. 120—124.
- Мальсагов Д. Поток Арамхи : Поэма / Пер. с ингуш. С. Поделкова; Публ. подг. А. Мальсагов // Литературная Ингушетия. — 2003. — № 4. — С. 62—66.
- Мальсагов Д. Поток Арамхи : Поэма / Пер. с ингуш. С. Поделкова; Публ. подг. А. Мальсагов // Литературная Ингушетия. — 2008. — № 2. — С. 65—68.

### Записи ингушского фольклора
- Гӏалгӏай мехка эггара хьалха битаь пхьа / Зап. Д. Мальсагов. — Орджоникидзе, 1932. — С. 236.
- Пхьагал-баьрийи Сеска Солсеи // Ингушская литература / Сост. Д. Мальсагов. — 1936.
- Цхьа бӏарг бола вампал : Запись нартского предания Д. Мальсагова // Ингушская литература : Хрестоматия / Сост.: Д. Мальсагов. — 1936.
- Баьтари Сеска Солсеи : Запись нартского предания Д. Мальсагова // Ингушская литература : Хрестоматия / Сост.: Д. Мальсагов. — 1936.
- Шира илли : Отрывок из героико-эпической песни // Дега гӏоз : Лит. сб. инг. писателей / Сост.: Б. Х. Зязиков, О. А. Мальсагов; Ред.: И. М. Базоркин. — Фрунзе : Киргизпачхьалкхиздат, 1957. — С. 230. — 252 с. — 5000 экз.
- Наьрт-Орстхой // Дега гӏоз : Лит. сб. инг. писателей / Зап. Д. Д. Мальсагов; Сост.: Б. Х. Зязиков, О. А. Мальсагов; Ред.: И. М. Базоркин. — Фрунзе : Киргизпачхьалкхиздат, 1957. — С. 235—248. — 252 с. — 5000 экз.
  - Сеска Солсаи жербабеи : Запись нартского предания Д. Д. Мальсагова // Дега гӏоз : Лит. сб. инг. писателей / Сост.: Б. Х. Зязиков, О. А. Мальсагов; Ред.: И. М. Базоркин. — Фрунзе : Киргизпачхьалкхиздат, 1957. — С. 235. — 252 с. — 5000 экз.
  - Наьрт-орстхой фу хадар : Запись нартского предания Д. Д. Мальсагова // Дега гӏоз : Лит. сб. инг. писателей / Сост.: Б. Х. Зязиков, О. А. Мальсагов; Ред.: И. М. Базоркин. — Фрунзе : Киргизпачхьалкхиздат, 1957. — С. 236. — 252 с. — 5000 экз.
  - Сеска Солсеи Села Пирӏийи : Запись нартского предания Д. Д. Мальсагова // Дега гӏоз : Лит. сб. инг. писателей / Сост.: Б. Х. Зязиков, О. А. Мальсагов; Ред.: И. М. Базоркин. — Фрунзе : Киргизпачхьалкхиздат, 1957. — С. 237—238. — 252 с. — 5000 экз.
  - Пхьагал-баьре сесаги наьрт-орстхойи : Запись нартского предания Д. Д. Мальсагова // Дега гӏоз : Лит. сб. инг. писателей / Сост.: Б. Х. Зязиков, О. А. Мальсагов; Ред.: И. М. Базоркин. — Фрунзе : Киргизпачхьалкхиздат, 1957. — С. 238—239. — 252 с. — 5000 экз.
  - Ши йоӏи нанеи Сеска Солсеи : Запись нартского предания Д. Д. Мальсагова // Дега гӏоз : Лит. сб. инг. писателей / Сост.: Б. Х. Зязиков, О. А. Мальсагов; Ред.: И. М. Базоркин. — Фрунзе : Киргизпачхьалкхиздат, 1957. — С. 239. — 252 с. — 5000 экз.
  - Колой кӏанти Сеска Солсеи. Сеска Солсеи Кӏиндий Шоаи : Запись нартского предания Д. Д. Мальсагова // Дега гӏоз : Лит. сб. инг. писателей / Сост.: Б. Х. Зязиков, О. А. Мальсагов; Ред.: И. М. Базоркин. — Фрунзе : Киргизпачхьалкхиздат, 1957. — С. 241—242. — 252 с. — 5000 экз.
  - Сеска Солсеи вампали : Запись нартского предания Д. Д. Мальсагова // Дега гӏоз : Лит. сб. инг. писателей / Сост.: Б. Х. Зязиков, О. А. Мальсагов; Ред.: И. М. Базоркин. — Фрунзе : Киргизпачхьалкхиздат, 1957. — С. 242—244. — 252 с. — 5000 экз.
  - Фаьра хьазильг : Запись нартского предания Д. Д. Мальсагова // Дега гӏоз : Лит. сб. инг. писателей / Сост.: Б. Х. Зязиков, О. А. Мальсагов; Ред.: И. М. Базоркин. — Фрунзе : Киргизпачхьалкхиздат, 1957. — С. 244. — 252 с. — 5000 экз.
  - Барахой кӏанта сесаг : Запись нартского предания Д. Д. Мальсагова // Дега гӏоз : Лит. сб. инг. писателей / Сост.: Б. Х. Зязиков, О. А. Мальсагов; Ред.: И. М. Базоркин. — Фрунзе : Киргизпачхьалкхиздат, 1957. — С. 244—246. — 252 с. — 5000 экз.
- Хьайбаех дола гӏалгӏай фаьлгаш / Оттадаьраш Мальсагов Д., Зязиков Б. — Грозный: Нохч-Гӏалгӏай кн. изд-во, 1961. — 102 с. — 1000 экз.

### Переводы
- Ч. II: Гӏалгӏай иллеш / Запис. З. Измайловым; Подстр. пер. текст. Д. Мальсагова. — Орджоникидзе : «Сердало», 1933. — 41 с. — (Вейнаьха багахбувцам). — 1000 экз.
- Борзий ӏаьхарий : Запис. М. Исаева; Пер. с чеч. Д. Д. Мальсагова // Дега гӏоз : Лит. сб. инг. писателей / Сост.: Б. Х. Зязиков, О. А. Мальсагов; Ред.: И. М. Базоркин. — Фрунзе : Киргизпачхьалкхиздат, 1957. — С. 232—233. — 252 с. — 5000 экз.
- Борзеи жӏалийи : Запис. М. Исаева; Пер. с чеч. Д. Д. Мальсагова // Дега гӏоз : Лит. сб. инг. писателей / Сост.: Б. Х. Зязиков, О. А. Мальсагов; Ред.: И. М. Базоркин. — Фрунзе : Киргизпачхьалкхиздат, 1957. — С. 233. — 252 с. — 5000 экз.
- Берза дув : Запис. М. Исаева; Пер. с чеч. Д. Д. Мальсагова // Дега гӏоз : Лит. сб. инг. писателей / Сост.: Б. Х. Зязиков, О. А. Мальсагов; Ред.: И. М. Базоркин. — Фрунзе : Киргизпачхьалкхиздат, 1957. — С. 233—234. — 252 с. — 5000 экз.

### Неопубликованные работы
- Мальсагов Д. Грамматический род (класс) в вейнахских языках : рукопись (12 печ. л.).

### Комментарии
1. ↑  Встречается вариант «Дошлако Дахович»[2].
2. ↑  На ингушской латинице и по принятой в 1920—1930-х годах ингушской орфографией: Malsagaqhongi Došlaqha[4] или Malsaga näqhan Došlaqha[5].
3. ↑  «Сеска Солса и Селий Пиръа» («Сеска Солсеи Села Пирӏеи»), «Сеска Солса и Вампал» («Сеска Солсеи Вампали»), «Сеска Солса и Киндий Шоа» («Сеска Солсеи Кӏиндий Шоаи»), Колой-кант и «Сеска Солса» («Колой-кӏанти Сеска Солсеи»), «Жена Пхагал-бяре и нарт-орстхоец» («Пхьагал-баьре сесаги наьрт-орстхои»), «Нясарг и Козаш» («Наьсари Къозаши»), «Как погиб род нарт-орстхойцев» («Наьрт-орстхой фу хадар») и другие сказания[47].
4. ↑  «Тёмными местами» в «Слове о полку Игореве» считаются чтения, смысл или содержание которых непонятен, а также явные нарушения грамматических норм древнерусского языка[52].

### На русском
- Ахриева Р. Жизнь, как подвиг // «Ингушетия»  / Гл. ред.: А. Ю. Гадаборшев. — 2008. — 20 декабря (№ 150). — С. 1—2.
- Белецкая Е. М., Дмитриев Л. А. Мальсагов Дошлуко Дохович // Энциклопедия «Слова о полку Игореве» : В 5 т. — СПб. : Д. Буланин, 1995. — Т. 3: К — О. — С. 215—217.
- Васильев В. А. Вместо предисловия // Библиографический справочник по ингушской художественной литературе / О. А. Мальсагов; Ред.: А. М. Шадиев. — Орджоникидзе: «Сердало», 1933. — С. 1—12. — 37 с. — 1000 экз.
- Васильев В. А. Современная ингушская драматургия. Творчество Д. и О. Мальсаговых // Избранное. — Нальчик, 1998. — С. 458—480. — Изначально ст. опубликована в «Известий 2-го Северокавказского педагогического института» (1933, т. 10).
- Григорянц С. И. Пасынков Лев Павлович // Краткая литературная энциклопедия / Гл. ред. А. А. Сурков. — М. : Советская энциклопедия, 1968. — Т. 5. Мурари — Припев.
- Дахкильгов И. А. Ингушский нартский эпос. — Нальчик: ООО «Тетраграф», 2012. — 599 с. — 1100 экз. — ISBN 978-5-906002-42-6.
- Дешериев Ю. Д. Жизнь во мгле и борьбе: О трагедии репрессированных народов. — М.: Палея, 1995. — Т. 1. — 276 с. — 1000 экз.
- Долгиева М. Б., Картоев М. М., Кодзоев Н. Д., Матиев Т. Х. История Ингушетии / Отв. ред. Н. Д. Кодзоев. — 4-е изд. — Ростов н/Д.: Южный издательский дом, 2013. — 600 с. — ISBN 978-5-98864-056-1.
- Дошлуко Дохович Мальсагов : Библиогр. указатель / Сост.: Л. Б. Мальсагова. — ст. Орджоникидзевская : НБРИ, 2008. — 52 с.
- Избранная переписка // Дошлуко Дохович Мальсагов: день за днем. Из эпистолярного наследия / Сост.: Л. Д. Мальсагова, М. С.-Г. Албогачиева; Рец.: А. И. Халидов, И. В. Стасевич; МАЭ РАН. — СПб.: МАЭ РАН, 2018. — С. 28—189. — 208 с. — ISBN 978-5-88431-354-5.
- Мальсагов А. У. Мальсагов Дошлуко Дохович // Писатели советской Чечено-Ингушетии / А. У. Мальсагов, Х. В. Туркаев. — Грозный: ЧИКИ, 1969. — С. 62—65. — 150 с. — 2000 экз.
- Мальсагов Д. К постановке изучения чечено-ингушского фольклора // «Революция и горец». — Ростов н/Д.: Партиздат, 1933. — Май (№ 5). — С. 58—63.
- Мальсагов О. А. Библиографический справочник по ингушской художественной литературе / Вступ. ст. В. А. Васильева; Ред.: А. М. Шадиев. — Орджоникидзе: «Сердало», 1933. — 37 с. — 1000 экз.
- Мальсагова М. И. Жизнь и деятельность профессора Д. Д. Мальсагова // Вестник ИНИИГН  / Гл. ред.: Н. М. Барахоева. — Магас, 2015. — № 1. — С. 228—232.
- Мальсагова М. И. З. К. Мальсагов и политика языкового строительства СССР // «Кавказоведение в системе общей культуры и образования» (к 125-летию со дня рождения ученого-языковеда, просветителя и драматурга З. К. Мальсагова): Материал Международной научно-практической конференции, 24—25 сентября 2019 г / Ред.: Х. А. Накостоев. — Назрань: ООО «Кеп», 2019. — С. 94—103. — 260 с. — ISBN 978-5-4482-0058-8.
- Матиев М. А. Д.Д. Мальсагов и ингушский фольклор // Язык, история, литература как фактор устойчивого развития общества : Материалы Международной научно-практической конференции (к 120-летию со дня рождения учёного-кавказоведа, писателя, переводчика Д.Д. Мальсагова) / Отв. ред.: З. Х. Киева, М. А. Матиев. — Магас : ООО «Кеп», 2018. — С. 87—91. — 122 с.
- Патиев Я. Писатели Ингушетии. Кн. 1 : [в 2 кн.] / Руководитель проекта: Р. А. Газдиева; НБРИ им. Дж. Х. Яндиева. — Ростов н/Д. : Южный издательский дом, 2015. — 200 с. — 1000 экз. — ISBN 978-5-98864-071-4.
- Патиев Я. Мальсагов Дошлуко Дохович // 100 писателей Ингушетии. — М. : ООО «ТПК «ЦЕНТРОБЛАНК», 2019. — С. 30—35. — 352 с. : ил.
- Творогов О. В. Овлур (Влур) // Энциклопедия «Слова о полку Игореве» : В 5 т. — СПб. : Д. Буланин, 1995. — Т. 3: К—О. — С. 344—346.
- Творогов О. В. «Темные места» в «Слове» // Энциклопедия «Слова о полку Игореве» : В 5 т. — СПб. : Д. Буланин, 1995. — Т. 5: Слово Даниила Заточника—Я. Дополнения. Карты. Указатели. — С. 106—110.
- Ужахова М. К. Дошлуко Дохович Мальсагов. Вехи жизни // Дошлуко Дохович Мальсагов: день за днём. Из эпистолярного наследия / Рец.: А. И. Халидов, И. В. Стасевич; МАЭ РАН. — СПб.: МАЭ РАН, 2018. — С. 4—27. — 208 с. — ISBN 978-5-88431-354-5.
- Харсиев Б. М.-Г. К вопросу о проблемах ингушского литературного языка. Советский опыт унификации письменности // Вестник ИНИИГН  / Гл. ред.: Б. М.-Г. Харсиев. — Магас, 2024. — № 1. — С. 95—100.
- Шнирельман В. А. Быть аланами: интеллектуалы и политика на Северном Кавказе в XX веке / Ред. серии: И. Калинин. — М.: НЛО, 2006. — 696 с. — 1500 экз. — ISBN 5-86793-406-3.
- Яндиева М. Д. Мальсагов Дошлуко Дохович // Литературы народов России: XX век: словарь / Отв. ред.: Н. С. Надъярных. — М.: «Наука», 2005. — С. 117. — 364 с. — 1130 экз. — ISBN 9785020102088.

### На ингушском
- Дахкильгов И. А. Гӏалгӏай говзаме литература (1944-ча шеррага кхаччалца) :  [ингуш.] / Гл. ред.: Т. И. Машуков; Рец.: М. Матиев, А. Евлоева. — Нальчик : ГП КБР РПК, 2009. — 608 с. : ил. — 1000 экз. — ISBN 978-5-9996-0018-9.
- Malsagaqhongi D. Malaxača formax xila deza ghalghaj metta juqhe doaladeča belgalča dešaj kerda terminaš // Ghalghaj terminologi sbornik / Отв. ред.: З. К. Мальсагов. — Ordžonikidze : «Serdalo», 1933. — № 1 (май). — С. 3—4. — 11 с. — 1000 экз.